# Bishara Morad
Bishara Morad, född 23 januari 2003 i Syrien, uppvuxen i Linköping, är en svensk-syriansk sångare. Han flyttade med sin familj till Sverige när han var sex år gammal.
Bishara Morad upptäcktes av Laila Bagge efter att han börjat lägga upp klipp där han sjunger på Instagram. Han medverkade i Melodifestivalen 2019 med bidraget On My Own i den fjärde deltävlingen där han tog sig till final och slutade på en andraplats.

## Diskografi

### Singlar
- 2019 − Home[4]
- 2019 − On My Own (Melodifestivalen 2019)[5]
- 2019 - Love don’t let me down
- 2025 - Love Me